# Phytozoenose
Bei einer Phytozoenose (altgr. φυτόν phytón „Pflanze“ und κοινός koinós „gemeinsam“), Phytocoenose, Phytozönose oder auch Pflanzengemeinschaft handelt es sich um einen bestimmten räumlichen Ausschnitt aus der Vegetation oder um einen davon abgeleiteten Typus, der aus zahlreichen solchen Ausschnitten abstrahiert wurde. Teilweise wird vorgeschlagen, den Ausdruck nur für die konkreten Ausprägungen und Bestände zu reservieren, dies hat sich aber nicht allgemein durchgesetzt. Phytozoenosen sind in jedem Falle Ausprägungen der spontanen Vegetation, während vom Menschen zusammengestellte und angepflanzte Bestände nicht so bezeichnet werden.
Das Studium der Phytozoenosen wird teilweise traditionell als „Phytozoenologie“ umschrieben, dieser Ausdruck ist vor allem in der russischen Forschungstradition (Sukatschow) verbreitet. In Deutschland spricht man häufiger in gleichem Sinne von Geobotanik.
In Mitteleuropa wird die Erforschung von Phytozoenosen durch die Methodik der Pflanzensoziologie (begründet von Josias Braun-Blanquet) dominiert, so dass andere Forschungsansätze nur selten verwendet werden. Grundeinheit der Vegetation ist hier die Pflanzengesellschaft. Eine einzelne Phytozoenose (als Einzelbestand) wird darin durch eine Vegetationsaufnahme abgebildet, d. h. die Beschreibung einer Probefläche innerhalb eines gleichförmigen (uniformen), von benachbarten Beständen erkennbar verschiedenen Bestands. Aus zahlreichen solcher Aufnahmen kann durch Gruppierung und Vergleich die Pflanzengesellschaft als Typ abgeleitet werden. In anderen Ländern und Regionen sind zum Teil andere Forschungsansätze vorherrschend, z. B. die United States National Vegetation Classification (USNVC) in den USA. Die Kontroverse der verschiedenen wissenschaftlichen Ansätze entzündet sich teilweise am Gegensatz zwischen eher holistischen Ansätzen, die die Typen als erkennbare, individuelle Einheiten betrachten, und solchen, die die Unabhängigkeit der Einzelarten in ihrer Ökologie und Verbreitung betonen und daher eher ein Kontinuum innerhalb der Vegetation annehmen. Beide Forschungsrichtungen nähern sich in der neueren Forschung aneinander an. Hauptproblem ist, dass die Pflanzensoziologie mit nicht-zufällig ausgewählten Probenflächen arbeitet und daher nur bedingt den Einsatz statistischer Methoden zulässt.